# Орловка (Каргапольский район)
Орловка — деревня в Каргапольском районе Курганской области. Входит в состав Зауральского сельсовета.

## История
Выселок Орлово оснонован в 1927 г.

## Население
| 1989 | 2002 | 2010 |
| ---- | ---- | ---- |
| 74   | ↗105 | ↘60  |